# 꽃버들
꽃버들은 버드나무과에 속하는 낙엽 활엽교목이다.
높이는 5~7미터이다. 잎은 선상(線狀) 바소꼴로 밑과 끝은 날카로우며 거의 톱니가 없고 잎 뒤쪽에 백색의 견모(絹毛)가 빽빽이 난다. 꽃은 암수딴꽃으로 꽃덮이는 거꿀바소꼴(도피침형, oblanceolate)이고 수술은 2개이다. 3-4월에 잎보다 먼저 꽃이 피고, 열매는 삭과로서 달걀꼴 원기둥 모양이며 5월에 익는다. 주로 하천 유역에 나며 한국 북부·동아시아·유럽에 분포한다.